# دانييل جريجورييف
دانييل جريجورييف (بالروسية: Григорьев, Даниил Александрович)‏ هو لاعب كرة قدم روسي، ولد في 16 مارس 2002 في بيلغورود في روسيا.

## وصلات خارجية
- دانييل جريجورييف على موقع قاعدة بيانات كرة القدم.إي يو (الإنجليزية)
- دانييل جريجورييف على موقع Soccerway.com (الإنجليزية)